# Стефан Миленковић
Стефан Миленковић (у САД познат као Milenkovich; Београд, 25. јануар 1977) српски је виолиниста и музички педагог.

## Биографија
Рођен је у породици Зорана Миленковића, виолинисте, и Лидије Кајнацо, пијанисткиње италијанског порекла. Прве часове виолине давао му је отац још кад је имао три године. У шестој години имао је први наступ као солиста са оркестром. Године 1984, отпочела је његова интензивна музичка каријера. Од петнаесте године је живео у Италији, одакле је пореклом његова мајка. Свирао је за америчког председника Роналда Регана на Божићном концерту у Вашингтону 1987. и за совјетског председника Михаила Горбачова у Београду 1988. године. Године 1991. слушао га је папа Јован Павле Други. Свој хиљадити наступ имао је 1993. године у Монтереју у Мексику.
Након што је 1994. као најмлађи дипломац дипломирао на Универзитету уметности у Београду позван је да студира на Школи Џулијард у Њујорку, где је радио са Дороти Делеј, а од 2003. године и предавао. Наставио је да изводи бројне концерте и 2000. године постао је изборни члан Перлмановог музичког програма. Године 2003, именован је за дописног члана Школе Џулијард.
Стефан Миленковић је професор на факултету музике Универзитета Илиноиса у Урбани и Шампејну, одсек гудачких инструмената. Такође је од 2012. гостујући професор на Факултету музичке уметности у Београду.
Стефан Миленковић свира виолину Giovanni Battista Guadagnini из 1783. године. Његов брат по оцу, Теофил Миленковић, и његова сестра по оцу, Тимосена Миленковић, такође су успешни виолинисти.
Добио је сина Николу 2020. године.
Увршћен је у „Енциклопедију националне дијаспоре”, коју уређује Иван Калаузовић Иванус.

## Такмичења
- (бивша Чехословачка) - прва награда
- (Италија) - прва награда
- (Немачка) - прва награда
- (Италија) - друга награда
- (Швајцарска) - друга награда
- (Уједињено Краљевство) - трећа награда
- (Белгија) - дванаеста награда

## Дискографија
Непотпун списак, углавном према Дискогсу, албуми -
На ПГП-РТБ:
- Паганини, Моцарт, Вивалди и др., сонате и др., са Лидијом Кајнацо, 1985
- Моцарт, Менделсон, уживо у Центру Сава, са Симфонијским оркестром РТВ Београд (Радивој Спасић), 1986
- Тартини („Ђавољи трилер”) и др., уживо у Коларчевој задужбини, са Лидијом Кајнацо, 1991

На ЗКП РТЉ:
- Менделсон, Равел, са Симфонијским оркестром РТВ Љубљана (Антон Нанут), 1988
- Брамс, Глазунов, са Симфонијским оркестром РТВ Словеније (Ен Шао), 2015

Остали издавачи:
- ", 1995
- , 1997
- , 1999
- , 2004
- (са Марком Хатлаком), 2014

## Награде и признања
- Орден Карађорђеве звезде првог степена (15. фебруар 2021).[12]
- Награда „Стефан Првовенчани” Рашких духовних свечаности, 2021.[13]
- Фебруарска награда Новог Сада, 2023.[14]